# Little Robots
Little Robots, raramente conosciuto come Piccoli Robot, è una serie animata britannica in stop-motion, trasmessa su CBeebies dal 2003. In Italia è andata in onda dal 2004 su Rai 3, Rai Yoyo e RaiSat Ragazzi.

## Trama
Il cartone animato segue le avventure di un gruppetto composto da piccoli robot che si ritrova abbandonato in una discarica di ferraglia.

## Doppiatori
| Personaggio    | Doppiatore originale     | Doppiatore italiano |
| -------------- | ------------------------ | ------------------- |
| Tiny           | Hayley Carmichael        | Laura Latini        |
| Sporty         | Lenny Henry              | Saverio Indrio      |
| Stripey        | Martin Clunes            | Mario Cordova       |
| Spotty         | Emma Chambers            | Lorenza Biella      |
| Rusty          | Darren Boyd              | Antonella Rinaldi   |
| Noisy          | Su Pollard               | Cinzia De Carolis   |
| Stretchy       | Jimmy Hibbert            | Oliviero Dinelli    |
| Gemelli Sparky | Mel Giedroyc Sue Perkins | Ilaria Latini       |